# Конструктор (играчка)
Конструкторът е представлява набор от елементи използвани за конструиране на различни модели. Елементите имат повече или по-малко стандартизирани физически характеристики и начин на закрепване едни към други. По този начин се улеснява конструирането на модели, защото се използват готови, често използвани елементи и не се налага да се борави със сложни инструменти (най-често елементите се съединяват на ръка). Това прави конструкторът лесен за употреба дори и от деца и затова е станал популярна играчка.

## Видове конструктори
Конструкторите могат да се класифицират според различни техни характеристики:
- Форма на елементите: тухлички, пръчици, панели и др.
- Начин на свързване на елементите: механически, магнитно, без свързване (за подреждане)
- Материал: пластмаса, метал, дърво и др.

## Психологически и педагогически аспекти
Способността на хората да конструират модели е тясно свързана с пространствените им когнитивни способности. Например съществува ясна корелация между способността на децата да сглобяват предварително зададен модел с Лего и оценката на пространственото им мислене с психологически тест. Въпреки че тази корелация не доказва причинно-следствена връзка, смята се че играта с конструктори способства развитието на пространствените способности на децата.